# Michaugues
Michaugues korábbi község (település) Franciaországban, Nièvre megyében. 2016. január 1-jén a korábbi Beaulieu és Dompierre-sur-Héry községgel egyesült és az azonos nevű Beaulieu új község része lett. 
Lakosainak száma 49 fő (2018. január 1.). Michaugues Brinon-sur-Beuvron, Beaulieu, Dompierre-sur-Héry, Moraches és Neuilly községekkel határos.

## Népesség
A település népességének változása:
| Lakosok száma | 86   | 86   | 75   | 63   | 66   | 67   | 53   | 58   | 52   | 49   |
|               | 1962 | 1968 | 1975 | 1982 | 1990 | 2008 | 2013 | 2015 | 2017 | 2018 |